# Batalla de Úbeda
La batalla de Úbeda tuvo lugar entre el 16 y el 24 de julio de 1212 entre los cristianos del rey de Castilla Alfonso VIII y los restos del ejército musulmán recién derrotado en la batalla de las Navas de Tolosa, llamada por los musulmanes batalla de Hisn al-Iqab, realizada poco antes al principio de ese mismo lapso; la toma de Úbeda era tan importante que incluso los cronistas llamaban a la batalla de Las Navas "batalla de Úbeda" en sus obras, ya que de algún modo entendían que constituía el final o conclusión de la misma.
Tras la victoria de Las Navas, era esencial para los cristianos tomar Baeza y Úbeda, llaves del valle del Guadalquivir. Al parecer, como refiere Argote de Molina, los musulmanes habían prevenido quizá una rebelión de los inquietos mozárabes de Baeza y la habían vaciado para recluirse en Úbeda, conocida entre ellos como Ubbadat al-arab, a causa de sus imponentes murallas, que incluían una torre albarrana octogonal al Norte. Alfonso VIII ya había saqueado estos lugares en incursiones que hizo no solo su hijo el infante Fernando y el IV maestre de Calatrava Nuño Pérez de Quiñones en 1192, sino también en otras que hizo en 1193 y 1194 para talar sus vegas. Según la crónica sarracena de Rawd al-Qirtas, que refiere la historia de Marruecos y al-Ándalus, Alfonso VIII y los caballeros de la orden del Temple entraron en Úbeda e hicieron una gran mortandad:

De vuelta de Hisn al-Iqab fue Alfonso contra la ciudad de Úbeda, y la ganó a los musulmanes por asalto, matando a sus habitantes, grandes y pequeños, y así siguió conquistando al-Ándalus, ciudad tras ciudad, hasta apoderarse de todas las capitales, no quedando en manos de los musulmanes sino muy poco poder. Solo le impidió apoderarse de este resto de botín la protección divina por medio de la dinastía de los benimerines. Dícese que todos los reyes cristianos que asistieron a la batalla de Hisn al-Iqab, y que entraron en Úbeda, no hubo uno solo que no muriese aquel año.

Rades de Andrada, cronista de Calatrava, refiere sin creérsela demasiado la noticia de Argote de que los moros le ofrecieron al rey Alfonso VIII un cuento (un millón) de maravedíes para evitar males mayores, habiendo ofrecido además que ambas villas quedasen tributarias y vasallas del rey de Castilla, pero los arzobispos de Toledo y Narbona lo impidieron, proclamando que serían excomulgados quienes hicieran tal trato. Alfonso, pues, arrasó el lugar, tomó el alcázar tras ocho días de batalla y asedio el 24 de julio de 1212 y escribió al papa Inocencio III para notificarle orgulloso la difícil victoria:

Tandem pervenimus ad duas civitates, quarum altera dicitur Biacia, altera Ubeda; quibus non erant maiores citra mare praeter Cordubam et Ispalim; quarum alteram, scilicet, Biacciam destructam invenimus, ad alteram vero, scilicet, Ubedam, quae situ, loci et artificio fortissima erat, confugerat multitudo hominum infinita ex omnibus villis adiacentibus. Cum villa illa nunquam ab imperatore vel ab aliquo regum Ispaniae expugnata sciretur vel subiugata, in eadem posse salvari sua corpora credebant. Sed et hanc in brevi, divina gratia faciente, cepimus et funditus dextruximus